# 愚かなり、わが恋
『愚かなり、わが恋』（These Foolish Things）は、イングランドのロック・ミュージシャンのブライアン・フェリーが、ロキシー・ミュージックに在籍していた1973年に発表した初のソロ・アルバムである。

## 解説

### 経緯
録音は1973年6月にロンドンのAIRスタジオで行なわれた。プロデューサーはフェリー、ジョン・ポーター、ジョン・パンター。フェリー（ヴォーカル、ピアノ）、ポーター（ギター、ベース）の他、ロキシー・ミュージックのポール・トンプソン（ドラムス）とエディ・ジョブソン（キーボード、バイオリン）、デヴィッド・スキナー（ピアノ）らが演奏に参加した。

### 内容
フェリーはそれまでに発表されたロキシー・ミュージックの2作のアルバムを自作で埋め尽くしたが、対照的に初のソロ・アルバムを全てカバーで構成した。収録曲にはスタンダードの「愚かなり、我が恋」（1935年）からローリング・ストーンズの「悪魔を憐れむ歌」（1968年）まで、幅広い領域に渡る楽曲が取り上げられた。
同年9月、ボブ・ディランの「はげしい雨が降る」がシングル発表され、10月に全英シングルチャートで最高位10位を記録した。本作はイギリスでは10月に発表され、全英アルバムチャートの最高位5位を記録してチャートに42週間留まった。
翌1974年、彼は7月に次作『アナザー・タイム、アナザー・プレイス (いつかどこかで)』を発表した後、12月にニューカッスル、バーミンガム、ロンドンで初のソロ・コンサートを開いた。本作からは「悪魔を憐れむ歌」「わすれたいのに」「ベイビー・アイ・ドント・ケア」「ドント・ウォーリー・ベイビー」「トラックス・オブ・マイ・ティアーズ」「ユー・ウォント・シー・ミー」「はげしい雨が降る」「愚かなり、我が恋」を披露した。さらに彼は、「はげしい雨が降る」をロキシー・ミュージックの1975年のツアーや1977年のソロ・ツアーでも取り上げた。

## 収録曲

### オリジナルLP
| #         | タイトル                                           | 作詞・作曲                                 | オリジナル                                                                  | 時間  |
| --------- | -------------------------------------------------- | ------------------------------------------ | --------------------------------------------------------------------------- | ----- |
| 1.        | 「はげしい雨が降る A Hard Rain's a-Gonna Fall」    | Bob Dylan                                  | ボブ・ディラン、アルバム『フリーホイーリン・ボブ・ディラン』（1963年）      | 5:19  |
| 2.        | 「リヴァー・オブ・ソルト River of Salt」           | Irving Brown, Bernard Zackery, Jan Zackery | Ketty Lester、アルバム"Love Letters"（1962年）                              | 1:48  |
| 3.        | 「ドント・エヴァー・チェンジ Don't Ever Change」   | Gerry Goffin, Carole King                  | The Crickets、シングル（1962年）                                            | 2:15  |
| 4.        | 「心のかけら Piece of My Heart」                   | Jerry Ragovoy, Bert Berns                  | Erma Franklin、シングル（1967年）                                           | 3:06  |
| 5.        | 「ベイビー・アイ・ドント・ケア Baby I Don't Care」 | Jerry Leiber, Mike Stoller                 | エルヴィス・プレスリー、EP『監獄ロック』（1957年）                          | 1:50  |
| 6.        | 「涙のバースデイ・パーティ It's My Party」         | Walter Gold, John Gluck Jr., Herb Weiner   | レスリー・ゴーア、シングル（1963年）                                        | 2:00  |
| 7.        | 「ドント・ウォーリー・ベイビー Don't Worry Baby」  | Brian Wilson, Roger Christian              | ザ・ビーチ・ボーイズ、アルバム『シャット・ダウン・ヴォリューム2』（1964年） | 4:13  |
| 合計時間: | 合計時間:                                          | 合計時間:                                  | 合計時間:                                                                   | 20:31 |

| #         | タイトル                                                                                 | 作詞・作曲                                    | オリジナル                                                         | 時間  |
| --------- | ---------------------------------------------------------------------------------------- | --------------------------------------------- | ------------------------------------------------------------------ | ----- |
| 1.        | 「悪魔を憐れむ歌 Sympathy for the Devil」                                                | Mick Jagger, Keith Richard                    | ローリング・ストーンズ、アルバム『ベガーズ・バンケット』（1968年） | 5:50  |
| 2.        | 「トラックス・オブ・マイ・ティアーズ The Tracks of My Tears」                            | Smokey Robinson, Warren Moore, Marvin Tarplin | ザ・ミラクルズ、アルバム"Going to a Go-Go"（1965年）               | 3:04  |
| 3.        | 「ユー・ウォント・シー・ミー You Won't See Me」                                          | John Lennon, Paul McCartney                   | ビートルズ、アルバム『ラバー・ソウル』（1965年）                   | 2:32  |
| 4.        | 「わすれたいのに I Love How You Love Me」                                                | Barry Mann, Larry Kolber                      | パリス・シスターズ、シングル（1961年）                             | 3:02  |
| 5.        | 「ラヴィング・ユー・イズ・スウィーター・ザン・エヴァー Loving You Is Sweeter Than Ever」 | Ivy Jo Hunter, Stevie Wonder                  | フォー・トップス、アルバム"On Top"（1966年）                       | 3:06  |
| 6.        | 「愚かなり、わが恋 These Foolish Things」                                                | Jack Strachey, Eric Maschwitz, Harry Link     | スタンダード                                                       | 5:41  |
| 合計時間: | 合計時間:                                                                                | 合計時間:                                     | 合計時間:                                                          | 23:15 |

### CD
| #         | タイトル                                                                                 | 作詞・作曲                                    | オリジナル                                                                  | 時間  |
| --------- | ---------------------------------------------------------------------------------------- | --------------------------------------------- | --------------------------------------------------------------------------- | ----- |
| 1.        | 「はげしい雨が降る A Hard Rain's a-Gonna Fall」                                          | Bob Dylan                                     | ボブ・ディラン、アルバム『フリーホイーリン・ボブ・ディラン』（1963年）      | 5:19  |
| 2.        | 「リヴァー・オブ・ソルト River of Salt」                                                 | Irving Brown, Bernard Zackery, Jan Zackery    | Ketty Lester、アルバム"Love Letters"（1962年）                              | 1:48  |
| 3.        | 「ドント・エヴァー・チェンジ Don't Ever Change」                                         | Gerry Goffin, Carole King                     | The Crickets、シングル（1962年）                                            | 2:15  |
| 4.        | 「心のかけら Piece of My Heart」                                                         | Jerry Ragovoy, Bert Berns                     | Erma Franklin、シングル（1967年）                                           | 3:06  |
| 5.        | 「ベイビー・アイ・ドント・ケア Baby I Don't Care」                                       | Jerry Leiber, Mike Stoller                    | エルヴィス・プレスリー、EP『監獄ロック』（1957年）                          | 1:50  |
| 6.        | 「涙のバースデイ・パーティ It's My Party」                                               | Walter Gold, John Gluck Jr., Herb Weiner      | レスリー・ゴーア、シングル（1963年）                                        | 2:00  |
| 7.        | 「ドント・ウォーリー・ベイビー Don't Worry Baby」                                        | Brian Wilson, Roger Christian                 | ザ・ビーチ・ボーイズ、アルバム『シャット・ダウン・ヴォリューム2』（1964年） | 4:13  |
| 8.        | 「悪魔を憐れむ歌 Sympathy for the Devil」                                                | Mick Jagger, Keith Richard                    | ローリング・ストーンズ、アルバム『ベガーズ・バンケット』（1968年）          | 5:50  |
| 9.        | 「トラックス・オブ・マイ・ティアーズ The Tracks of My Tears」                            | Smokey Robinson, Warren Moore, Marvin Tarplin | ザ・ミラクルズ、アルバム"Going to a Go-Go"（1965年）                        | 3:04  |
| 10.       | 「ユー・ウォント・シー・ミー You Won't See Me」                                          | John Lennon, Paul McCartney                   | ビートルズ、アルバム『ラバー・ソウル』（1965年）                            | 2:32  |
| 11.       | 「わすれたいのに I Love How You Love Me」                                                | Barry Mann, Larry Kolber                      | パリス・シスターズ、シングル（1961年）                                      | 3:02  |
| 12.       | 「ラヴィング・ユー・イズ・スウィーター・ザン・エヴァー Loving You Is Sweeter Than Ever」 | Ivy Jo Hunter, Stevie Wonder                  | フォー・トップス、アルバム"On Top"（1966年）                                | 3:06  |
| 13.       | 「愚かなり、わが恋 These Foolish Things」                                                | Jack Strachey, Eric Maschwitz, Harry Link     | スタンダード                                                                | 5:41  |
| 合計時間: | 合計時間:                                                                                | 合計時間:                                     | 合計時間:                                                                   | 43:46 |

## 参加メンバー
- Bryan Ferry – Voices & Occasional Piano
- John Porter – Guitars & Bass
- Paul Thompson – Drums
- Eddie Jobson – Violin, Keyboards & Synthesizer
- David Skinner – Piano
- Roger Ball – Alto & Baritone Saxes, Horn arrangements
- Malcolm Duncan – Tenor Sax
- Henry Lowther – Trumpet

※番号はCDのトラック・ナンバーを示す。
- Phil Manzanera – Guitar Solo (10)
- John Punter – Additional Drums (7, 8)
- Ruan O'Lochlainn – Alto Solo (11)
- Robbie Montgomery – Backing Vocals (1, 8)
- Jessie Davis – Backing Vocals (1, 8)
- The Angelettes – Backing Vocals (2–7, 9–13)

- Cover Design – Nicholas De Ville
- Photography – Karl Stoecker
- Clothes & Make-up – Anthony Price
- Hair – by Smile

- Engineers – John Punter & Steve Nye
- Assistant – Andy Arthurs
- Majordomo – Christian Wainwright
- Produced by – Bryan Ferry, John Porter & John Punter